# Арієшень (комуна)
Арієшень (рум. Arieșeni) — комуна у повіті Алба в Румунії. До складу комуни входять такі села (дані про населення за 2002 рік):
- Ізлаз (145 осіб)
- Авремешть (50 осіб)
- Арієшень (98 осіб)
- Бубешть (95 осіб)
- Ванвучешть (37 осіб)
- Галбена (211 осіб)
- Дялу-Бажулуй (169 осіб)
- Каса-де-П'ятре (55 осіб)
- Коблеш (213 осіб)
- Пентешть (117 осіб)
- Петрехейцешть (72 особи)
- Поєніца (72 особи)
- Равічешть (23 особи)
- Стуру (64 особи)
- Фаца-Крістесей (210 осіб)
- Фаца-Лепушулуй (138 осіб)
- Ходобана (55 осіб)
- Штей-Арієшень (97 осіб)

Комуна розташована на відстані 345 км на північний захід від Бухареста, 77 км на північний захід від Алба-Юлії, 72 км на південний захід від Клуж-Напоки, 142 км на північний схід від Тімішоари.

## Населення
За даними перепису населення 2002 року у комуні проживала 1921 особа, усі — румуни. Усі жителі комуни рідною мовою назвали румунську.
Склад населення комуни за віросповіданням:
| Релігія            | Кількість осіб | Відсоток |
| ------------------ | -------------- | -------- |
| православні        | 1812           | 94,3%    |
| п'ятдесятники      | 100            | 5,2%     |
| баптисти           | 4              | 0,2%     |
| греко-католики     | 2              | 0,1%     |
| римо-католики      | 1              | 0,1%     |
| не вказали релігію | 1              | 0,1%     |